# Мілетська школа
Міле́тська школа (Іонійська школа натурфілософії) — давньогрецька філософська школа, заснована Фалесом у Мілеті, Іонія, у першій половині VI ст. до н. е. Представлена Фалесом, Анаксімандром та Анаксіменом. Перша засвідчена філософська школа, її започатковувач Фалес, який вважається першим філософом у західній філософській традиції. Мілетській школі був притаманний інтерес до природничої проблематики та матеріалістичні погляди.

## Характеристика

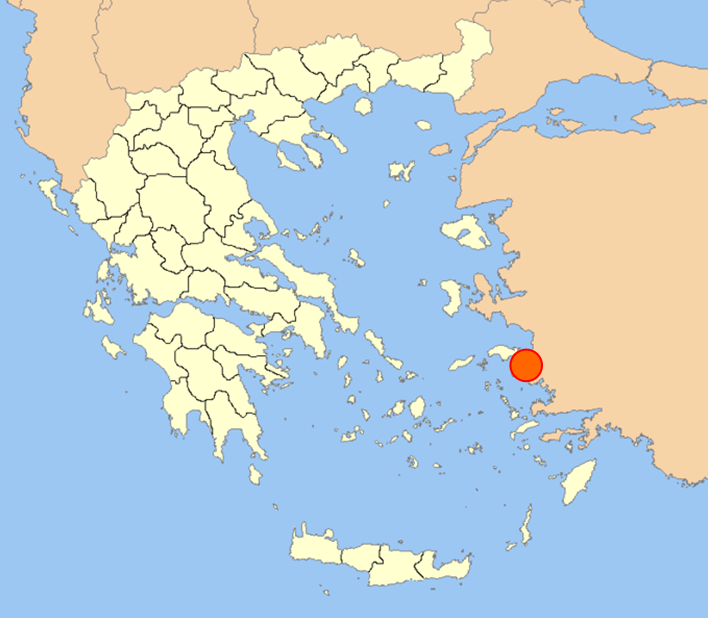
Розташування Мілета

Мілетська школа виникла в найбільшому на свій час культурному і торговому центрі стародавньої Греції — Мілеті, розташованому в Іонії (сучасна Туреччина). Була заснована Фалесом, одним із Семи давньогрецьких мудреців, котрий став учителем Анаксімандра, а той в свою чергу — Анаксімена.
Центральною проблемою філософії Мілетської школи є походження і будова світоустрою. Представники школи вбачали розв'язок цієї проблеми у монізмі — виявленні першооснови, з якої виникає усе суще. З цим пов'язані питання космогонії, астрономії, метеорології, фізики, математики, біології, географії. Філософи Мілетської школи відмовилися від міфологічного та релігійного пояснення світоустрою (хоча й не заперечували існування богів), пояснюючи їх з матеріалістичної точки зору. Вони першими застосували метод спостереження при створенні своїх учень.
Міфологічно-теологічне тлумачення світу у мілетців замінюється Логосом (у значенні «слово», «смисл», «судження», «задум», «порядок», «гармонія», «закон»). Вперше цей термін увів послідовник мілетської філософії Геракліт, маючи на увазі космічний порядок, який забезпечується незалежним від людей і богів законом буття. В спробах визначити першопочаток ці філософи повністю ще не відмежувалися від міфологічної традиції використовувати чуттєво-наочні образи, тому зовні їх тексти нагадують міф, а не аналітичну систему понять.
Вважаючи за першооснову одну зі стихій, представники пояснювали решту стихій її видозмінами, стверджували, що перетворення однієї стихії в іншу та їх поєднання визначає різноманітність та змінюваність речей. У Фалеса це Вода, у Анаксімена — Повітря, у Анаксімандра — невизначена матеріальна сутність апейрон, що є сумішшю стихій чи дечим середнім між ними. Ці мислителі розробляли схеми світобудови, для яких спільним є геоцентризм і уявлення про рух навколо Землі небесних світил. Вони здійснили перші відомі спроби матеріалістично пояснити численні явища природи, такі як сонячні та місячні затемнення, виникнення граду, грому, землетрусів тощо. Їм належить впровадження у Греції математичних і технічних досягнень Єгипту, Фінікії та Вавилону, а також доведення низки теорем математики й геометрії. Натурфілософи Мілетської школи не приділяли уваги моральним питанням, а душу вважали різновидом матерії.
У вченнях мілетських філософів вперше висувається низка фундаментальних метафізичних концептів: походження речей шляхом поєднання і роз'єднання різноякісних начал, зміна речей шляхом внутрішніх змін їх субстанції; ідея універсального всесвітнього закону; принцип єдності мікро- і макрокосму; виділення чотирьох стихій (Вогонь, Повітря, Вода, Земля) як головних складових Всесвіту.
У V ст. до н. е. Мілет втратив політичну самостійність через вторгнення персів і разом з нею статус центру культури й торгівлі. Вчення Мілетської школи поширилося Грецією, слугуючи ґрунтом для подальшого розвитку філософії.

## Представники
- Фалес — вважав першооснову подібною на воду і трансформаціями стихії Води пояснював утворення Повітря й Землі. Стверджував, що першооснові притаманний постійний рух, а все, що рухається — живе. Довів низку геометричних теорем, з допомогою яких запровадив вимірювання розмірів і відстаней до віддалених об'єктів. Науково обґрунтував сферичну форму Землі. Запровадив новий тип мислення — цілковито умоглядного, вільного від авторитету культурної традиції.
- Анаксімандр — у його вченні першоосновою виступає апейрон — безмежна неоформлена вічна субстанція. Стверджував, що стихії виникають внаслідок поєднання властивостей сухе-вологе і гаряче-холодне. Розробив схему будови Всесвіту, в якій в центрі перебувають речі, утворені більш важкими стихіями, а на периферії — легкими. Створив карту відомого на той час грекам світу, на основі свого вчення про стихії пояснював матеріалістичними причинами погодні та небесні явища, появу життя.
- Анаксімен — першоосновою всіх речей вважав стихію Повітря, на основі вчення Анаксімандра розробив власну схему світобудови, пояснював погодні явища, землетруси.

## Вплив
Мілетська школа здійснила поштовх до розвитку математики й натурфілософії в стародавній Греції. Представники школи першими почали записувати власні міркування в прозовій формі та використовувати специфічну термінологію. Вони запровадили матеріалістичне, без участі богів чи яких-небудь надприродних сил, пояснення походження й будови світоустрою. Ідеї філософів Мілетської школи щодо першооснови речей та будови Всесвіту розвивали Гіппон та Діоген Аполлонійський.